# Argyrochosma limitanea
Argyrochosma limitanea är en kantbräkenväxtart. Argyrochosma limitanea ingår i släktet Argyrochosma och familjen Pteridaceae.

## Underarter
Arten delas in i följande underarter:
- A. l. limitanea
- A. l. mexicana